# Tour du Portugal 2024
La 85e édition du Tour du Portugal Continente organisée par la Fédération portugaise de cyclisme, a lieu du 24 juillet au 4 août 2024. La course, qui est inscrite au calendrier de l'UCI Europe Tour 2024 en catégorie 2.1, est composée d'un prologue et de dix étapes, dont un contre-la-montre individuel final.

## Présentation

### Parcours
Le Tour du Portugal débute par un prologue dans la ville de Águeda située dans la région Centre du pays. Après ce prologue, le peloton entame les premières difficultés avec une ascension classée en première catégorie vers l'Observatório de Vila Nova à Miranda do Corvo, et la mythique montée do Alto da Torre na Serra da Estrela lors de la 4e étape. Le lendemain, et avant la journée de repos du 29 juillet, le peloton arrive à Guarda.

La seconde partie du Tour comporte six étapes avec des arrivées à Bragança, Boticas, Paredes, Fafe ou encore à Mondim de Basto avec la fameuse montée do Alto da Senhora da Graça.  Cette 85e édition du Tour du Portugal s'achève à Viseu au centre du pays par un contre-la-montre individuel.

### Équipes
Classé en catégorie 2.1 de l'UCI Europe Tour, le Tour du Portugal est par conséquent ouvert aux WorldTeams dans la limite de 50 % des équipes participantes, aux UCI ProTeam, aux équipes continentales et aux équipes nationales.
Dix-sept équipes participent à ce Tour du Portugal, quatre équipes de l'UCI ProTeam et treize équipes continentales :
| ProTeams (4)- Burgos-BH - Equipo Kern Pharma - Caja Rural-Seguros RGA - Euskaltel-Euskadi Équipes continentales (13)- ABTF Betão-Feirense - Aviludo-Louletano-Loulé Concelho - AP Hotels & Resorts-Tavira-SC Farense - Credibom-La Alumínios-Marcos Car - Efapel Cycling - Sabgal / Anicolor - Kelly-Simoldes-UDO - Rádio Popular-Paredes-Boavista - Tavfer-Ovos Matinados-Mortágua - Team Vorarlberg - Illes Balears Arabay Cycling - Petrolike - Project Echelon Racing |
| |

## Étapes
L'édition 2024 du Tour du Portugal est composée de onze étapes pour un total de 1 540,1 kilomètres à parcourir. Le 29 juillet est la journée de repos.
| Étape     | Date       | Villes étapes                 |                             | Distance (km)    | Vainqueur d’étape | Leader du classement général |
| --------- | ---------- | ----------------------------- | --------------------------- | ---------------- | ----------------- | ---------------------------- |
| Prologue  | 24 juillet | Águeda - Águeda               | Contre-la-montre individuel | 5,6              | Rafael Reis       | Rafael Reis                  |
| 1re étape | 25 juillet | Anadia - Miranda do Corvo     | Étape de montagne           | 158,2            | Colin Stüssi      | Colin Stüssi                 |
| 2e étape  | 26 juillet | Santarém - Lisbonne (Marvila) | Étape vallonnée             | 164,5            | Germán Tivani     | Colin Stüssi                 |
| 3e étape  | 27 juillet | Crato - Covilhã (Torre)       | Étape de montagne           | 161,2            | Sergio Chumil     | Afonso Eulálio               |
| 4e étape  | 28 juillet | Sabugal - Guarda              | Étape vallonnée             | 164,5            | Luis Ángel Maté   | Afonso Eulálio               |
|           | 29 juillet |                               | Jour de repos               | Journée de repos | Journée de repos  | Journée de repos             |
| 5e étape  | 30 juillet | Penedono - Bragança           | Étape vallonnée             | 176,8            | Hugo Scala Jr.    | Afonso Eulálio               |
| 6e étape  | 31 juillet | Bragança - Boticas            | Étape de montagne           | 169,1            | Artem Nych        | Afonso Eulálio               |
| 7e étape  | 1er août   | Felgueiras - Paredes          | Étape vallonnée             | 160,4            | Francisco Peñuela | Afonso Eulálio               |
| 8e étape  | 2 août     | Viana do Castelo - Fafe       | Étape vallonnée             | 182,4            | Tomás Contte      | Afonso Eulálio               |
| 9e étape  | 3 août     | Maia - Mondim de Basto        | Étape de montagne           | 170,8            | Abner González    | Artem Nych                   |
| 10e étape | 4 août     | Viseu - Viseu                 | Contre-la-montre individuel | 26,6             | Artem Nych        | Artem Nych                   |

## Déroulement de la course

### Prologue
Águeda - Águeda : 5,6 km
| Classement du prologue | Classement du prologue | Classement du prologue | Classement du prologue                | Classement du prologue |
|                        | Coureur                | Pays                   | Équipe                                | Temps                  |
| ---------------------- | ---------------------- | ---------------------- | ------------------------------------- | ---------------------- |
| 1er                    | Rafael Reis            | Portugal               | Sabgal-Anicolor                       | en 6 min 48 s          |
| 2e                     | Julius Johansen        | Danemark               | Sabgal-Anicolor                       | m.t                    |
| 3e                     | Tyler Stites           | États-Unis             | Project Echelon Racing                | + 6 s                  |
| 4e                     | James Fouché           | Nouvelle-Zélande       | Euskaltel-Euskadi                     | + 8 s                  |
| 5e                     | Alexander Grigoriev    | Russie                 | Efapel Cycling                        | + 9 s                  |
| 6e                     | Mauricio Moreira       | Uruguay                | Sabgal-Anicolor                       | + 12 s                 |

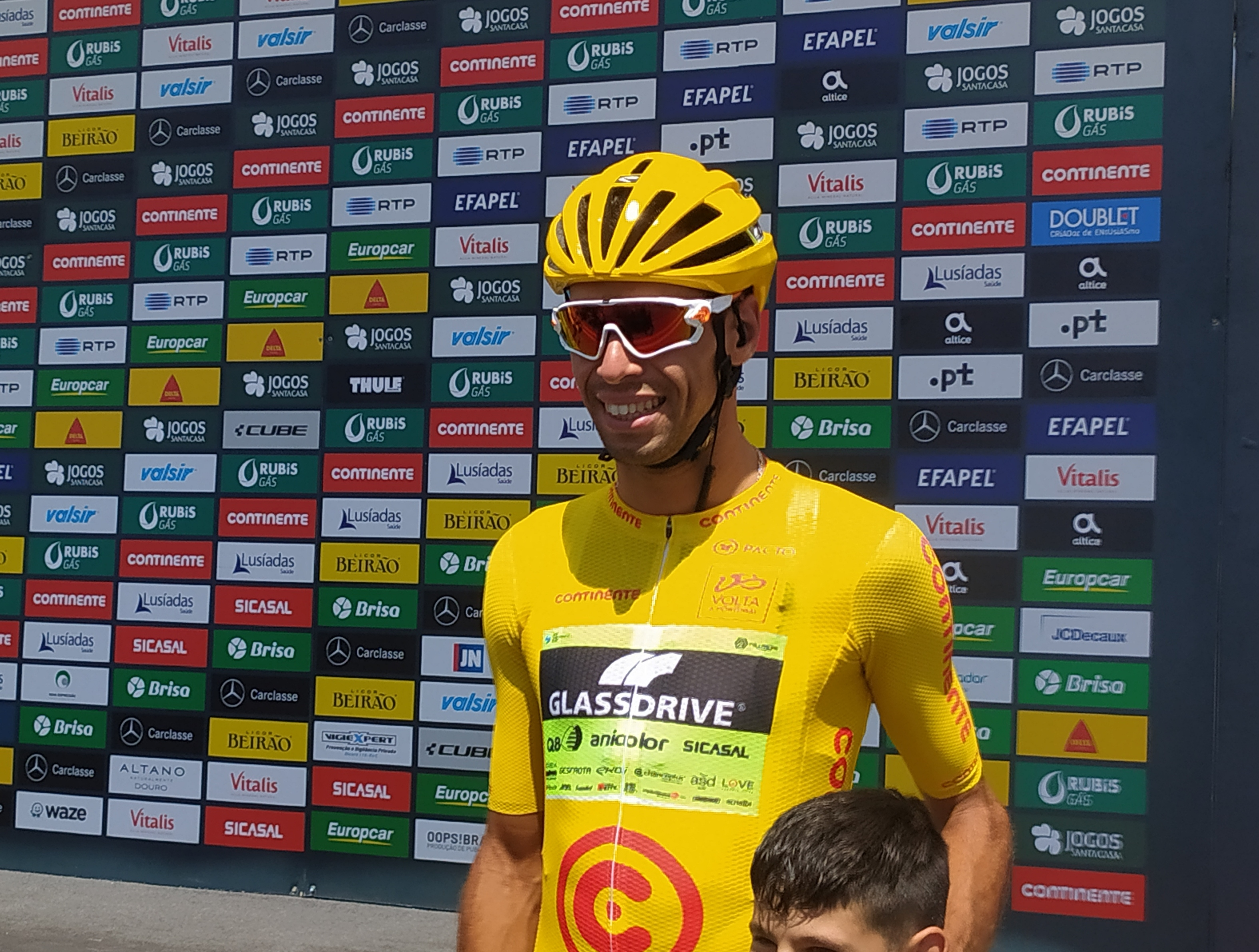
Rafael Reis, vainqueur du prologue et premier maillot jaune du tour.

| 7e                     | Carlos Salgueiro       | Portugal               | AP Hotels & Resorts-Tavira-SC Farense | + 14 s                 |
| 8e                     | Tiago Antunes          | Portugal               | Efapel Cycling                        | + 15 s                 |
| 9e                     | Carlos Oyarzún         | Chili                  | Aviludo-Louletano-Loulé Concelho      | m.t                    |
| 10e                    | Asier Etxeberria       | Espagne                | Euskaltel-Euskadi                     | + 16 s                 |
| modifier               |                        |                        |                                       |                        |

| Classement général | Classement général  | Classement général | Classement général                    | Classement général |
|                    | Coureur             | Pays               | Équipe                                | Temps              |
| ------------------ | ------------------- | ------------------ | ------------------------------------- | ------------------ |
| 1er                | Rafael Reis         | Portugal           | Sabgal-Anicolor                       | en 6 min 48 s      |
| 2e                 | Julius Johansen     | Danemark           | Sabgal-Anicolor                       | m.t                |
| 3e                 | Tyler Stites        | États-Unis         | Project Echelon Racing                | + 6 s              |
| 4e                 | James Fouché        | Nouvelle-Zélande   | Euskaltel-Euskadi                     | + 8 s              |
| 5e                 | Alexander Grigoriev | Russie             | Efapel Cycling                        | + 9 s              |
| 6e                 | Mauricio Moreira    | Uruguay            | Sabgal-Anicolor                       | + 12 s             |
| 7e                 | Carlos Salgueiro    | Portugal           | AP Hotels & Resorts-Tavira-SC Farense | + 14 s             |
| 8e                 | Tiago Antunes       | Portugal           | Efapel Cycling                        | + 15 s             |
| 9e                 | Carlos Oyarzún      | Chili              | Aviludo-Louletano-Loulé Concelho      | m.t                |
| 10e                | Asier Etxeberria    | Espagne            | Euskaltel-Euskadi                     | + 16 s             |
| modifier           |                     |                    |                                       |                    |

| Classement général du meilleur jeune | Classement général du meilleur jeune | Classement général du meilleur jeune | Classement général du meilleur jeune | Classement général du meilleur jeune |
|                                      | Coureur                              | Pays                                 | Équipe                               | Temps                                |
| ------------------------------------ | ------------------------------------ | ------------------------------------ | ------------------------------------ | ------------------------------------ |
| 1er                                  | Hugo Aznar                           | Espagne                              | Kern Pharma                          | en 7 min 14 s                        |
| 2e                                   | Unai Aznar                           | Espagne                              | Kern Pharma                          | + 1 s                                |
| 3e                                   | Jaume Guardeño                       | Espagne                              | Caja Rural-Seguros RGA               | + 6 s                                |
| modifier                             |                                      |                                      |                                      |                                      |

| Classement par équipes | Classement par équipes | Classement par équipes | Classement par équipes |
|                        | Équipe                 | Pays                   | Temps                  |
| ---------------------- | ---------------------- | ---------------------- | ---------------------- |
| 1re                    | Sabgal-Anicolor        |                        | en 20 min 36 s         |
| 2e                     | Efapel Cycling         |                        | + 30 s                 |
| 3e                     | Project Echelon Racing |                        | + 32 s                 |
| modifier               |                        |                        |                        |

### 1reétape
Anadia -  Miranda do Corvo : 158,2 km
| Classement de la 1re étape | Classement de la 1re étape | Classement de la 1re étape | Classement de la 1re étape       | Classement de la 1re étape |
|                            | Coureur                    | Pays                       | Équipe                           | Temps                      |
| -------------------------- | -------------------------- | -------------------------- | -------------------------------- | -------------------------- |
| 1er                        | Colin Stüssi               | Suisse                     | Vorarlberg                       | en 4 h 15 min 20 s         |
| 2e                         | António Carvalho           | Portugal                   | ABTF Betão-Feirense              | + 28 s                     |

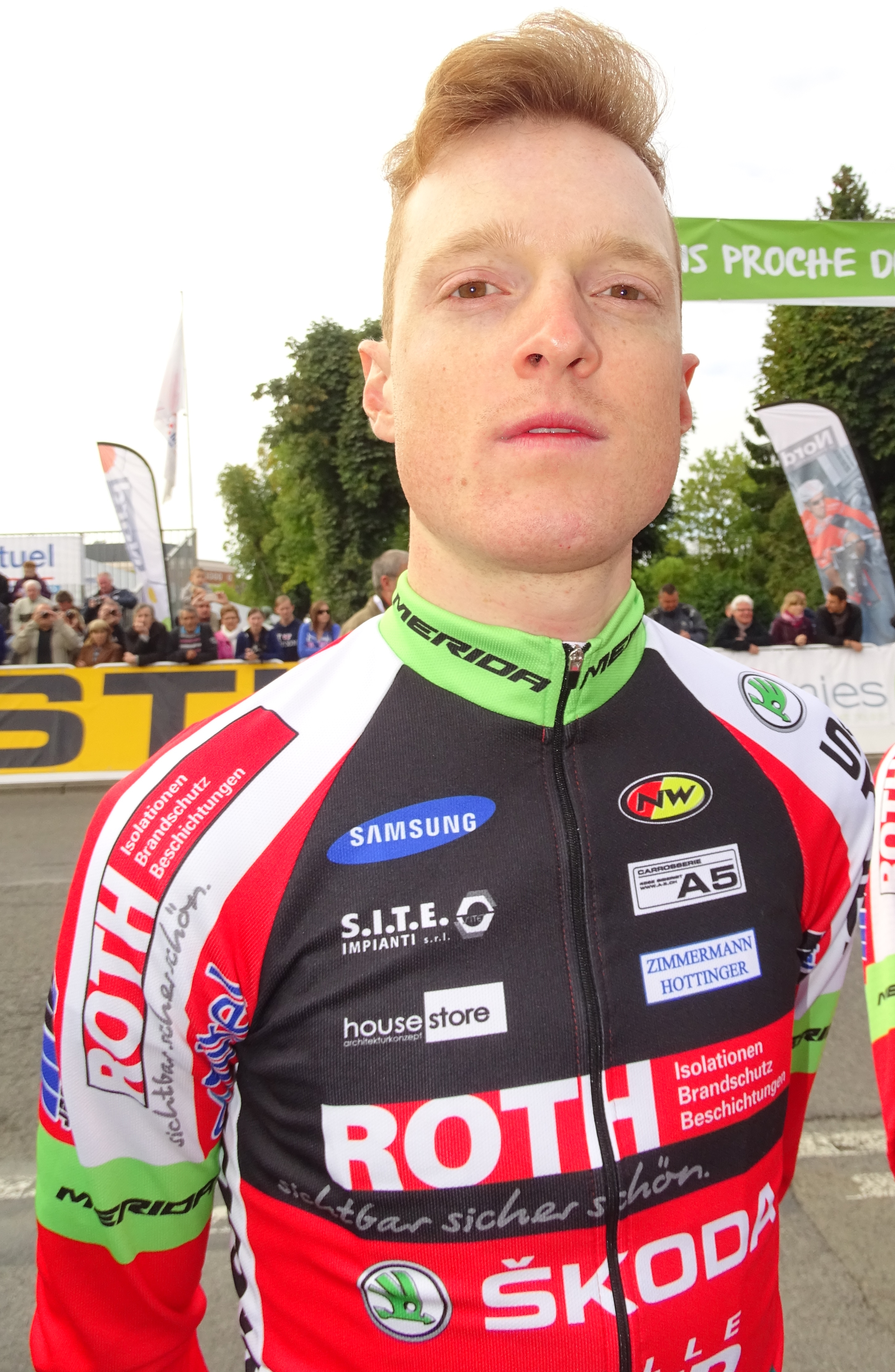
Colin Stüssi, vainqueur de la 1re étape et nouveau maillot jaune.

| 3e                         | Luís Fernandes             | Portugal                   | Credibom-LA Alumínios-Marcos Car | + 41 s                     |
| 4e                         | Jon Agirre                 | Espagne                    | Kern Pharma                      | + 45 s                     |
| 5e                         | Jesús del Pino             | Espagne                    | Aviludo-Louletano-Loulé Concelho | m.t                        |
| 6e                         | Diego Camargo              | Colombie                   | Petrolike                        | + 51 s                     |
| 7e                         | Ander Okamika              | Espagne                    | Burgos-BH                        | + 1 min 1 s                |
| 8e                         | Mauricio Moreira           | Uruguay                    | Sabgal-Anicolor                  | + 1 min 7 s                |
| 9e                         | Joan Bou                   | Espagne                    | Euskaltel-Euskadi                | + 1 min 9 s                |
| 10e                        | Afonso Eulálio             | Portugal                   | ABTF Betão-Feirense              | m.t                        |
| modifier                   |                            |                            |                                  |                            |

| Classement général | Classement général | Classement général | Classement général               | Classement général |
|                    | Coureur            | Pays               | Équipe                           | Temps              |
| ------------------ | ------------------ | ------------------ | -------------------------------- | ------------------ |
| 1er                | Colin Stüssi       | Suisse             | Vorarlberg                       | en 4 h 22 min 20 s |
| 2e                 | António Carvalho   | Portugal           | ABTF Betão-Feirense              | + 32 s             |
| 3e                 | Luís Fernandes     | Portugal           | Credibom-LA Alumínios-Marcos Car | + 58 s             |
| 4e                 | Diego Camargo      | Colombie           | Petrolike                        | + 1 min 2 s        |
| 5e                 | Mauricio Moreira   | Uruguay            | Sabgal-Anicolor                  | + 1 min 7 s        |
| 6e                 | Ander Okamika      | Espagne            | Burgos-BH                        | + 1 min 14 s       |
| 7e                 | Jesús del Pino     | Espagne            | Aviludo-Louletano-Loulé Concelho | m.t                |
| 8e                 | Jon Agirre         | Espagne            | Kern Pharma                      | + 1 min 15 s       |
| 9e                 | Joan Bou           | Espagne            | Euskaltel-Euskadi                | + 1 min 21 s       |
| 10e                | Afonso Eulálio     | Portugal           | ABTF Betão-Feirense              | + 1 min 22 s       |
| modifier           |                    |                    |                                  |                    |

| Classement par points | Classement par points | Classement par points | Classement par points  | Classement par points |
| --------------------- | --------------------- | --------------------- | ---------------------- | --------------------- |
|                       | Coureur               | Pays                  | Équipe                 | Point(s)              |
| 1er                   | Colin Stüssi          | Suisse                | Vorarlberg             | 15 points             |
| 2e                    | Sam Boardman          | États-Unis            | Project Echelon Racing | 15 pts                |
| 3e                    | António Carvalho      | Portugal              | ABTF Betão-Feirense    | 10 pts                |
| modifier              |                       |                       |                        |                       |

| Classement de la montagne | Classement de la montagne | Classement de la montagne | Classement de la montagne        | Classement de la montagne |
| ------------------------- | ------------------------- | ------------------------- | -------------------------------- | ------------------------- |
|                           | Coureur                   | Pays                      | Équipe                           | Point(s)                  |
| 1er                       | Colin Stüssi              | Suisse                    | Vorarlberg                       | 16 points                 |
| 2e                        | António Carvalho          | Portugal                  | ABTF Betão-Feirense              | 13 pts                    |
| 3e                        | Luís Fernandes            | Portugal                  | Credibom-LA Alumínios-Marcos Car | 11 pts                    |
| modifier                  |                           |                           |                                  |                           |

| Classement général du meilleur jeune | Classement général du meilleur jeune | Classement général du meilleur jeune | Classement général du meilleur jeune | Classement général du meilleur jeune |
|                                      | Coureur                              | Pays                                 | Équipe                               | Temps                                |
| ------------------------------------ | ------------------------------------ | ------------------------------------ | ------------------------------------ | ------------------------------------ |
| 1er                                  | Jaume Guardeño                       | Espagne                              | Caja Rural-Seguros RGA               | en 4 h 25 min 20 s                   |
| 2e                                   | Pablo Carrascosa                     | Espagne                              | Kern Pharma                          | + 1 min 49 s                         |
| 3e                                   | Andrey André                         | Brésil                               | Kelly-Simoldes-UDO                   | + 2 min 26 s                         |
| modifier                             |                                      |                                      |                                      |                                      |

| Classement par équipes | Classement par équipes                | Classement par équipes | Classement par équipes |
|                        | Équipe                                | Pays                   | Temps                  |
| ---------------------- | ------------------------------------- | ---------------------- | ---------------------- |
| 1re                    | Euskaltel-Euskadi                     |                        | en 13 h 10 min 56 s    |
| 2e                     | AP Hotels & Resorts-Tavira-SC Farense |                        | + 1 min 9 s            |
| 3e                     | Sabgal-Anicolor                       |                        | + 1 min 45 s           |
| modifier               |                                       |                        |                        |

### 2eétape
Santarém - Lisbonne (Marvila) : 164,5 km
| Classement de la 2e étape | Classement de la 2e étape | Classement de la 2e étape | Classement de la 2e étape        | Classement de la 2e étape |
|                           | Coureur                   | Pays                      | Équipe                           | Temps                     |
| ------------------------- | ------------------------- | ------------------------- | -------------------------------- | ------------------------- |

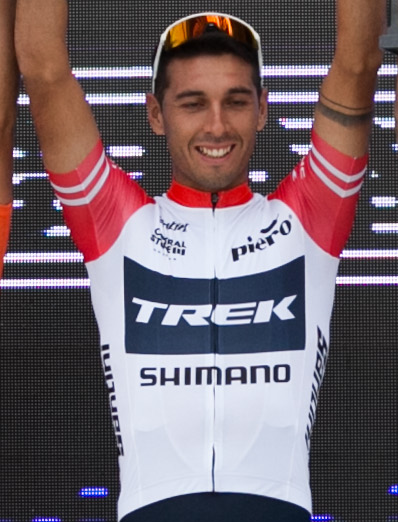
Germán Tivani, vainqueur au sprint de la 2e étape et nouveau maillot orange du classement par points

| 1er                       | Germán Tivani             | Argentine                 | Aviludo-Louletano-Loulé Concelho | en 3 h 49 min 0 s         |
| 2e                        | Tomás Contte              | Argentine                 | Aviludo-Louletano-Loulé Concelho | m.t                       |
| 3e                        | Scott McGill              | États-Unis                | Project Echelon Racing           | m.t                       |
| 4e                        | César Macías              | Mexique                   | Petrolike                        | m.t                       |
| 5e                        | Leangel Linarez           | Colombie                  | Tavfer-Ovos Matinados-Mortágua   | m.t                       |
| 6e                        | Raúl Rota                 | Espagne                   | Rádio Popular-Paredes-Boavista   | m.t                       |
| 7e                        | Sergi Darder              | Espagne                   | Illes Balears Arabay Cycling     | m.t                       |
| 8e                        | Andoni López              | Espagne                   | Euskaltel-Euskadi                | m.t                       |
| 9e                        | Óscar Pelegrí             | Espagne                   | Burgos-BH                        | m.t                       |
| 10e                       | Rodrigo Caixas            | Portugal                  | Credibom-LA Alumínios-Marcos Car | m.t                       |
| modifier                  |                           |                           |                                  |                           |

| Classement général | Classement général | Classement général | Classement général               | Classement général |
|                    | Coureur            | Pays               | Équipe                           | Temps              |
| ------------------ | ------------------ | ------------------ | -------------------------------- | ------------------ |
| 1er                | Colin Stüssi       | Suisse             | Vorarlberg                       | en 8 h 11 min 17 s |
| 2e                 | António Carvalho   | Portugal           | ABTF Betão-Feirense              | + 32 s             |
| 3e                 | Luís Fernandes     | Portugal           | Credibom-LA Alumínios-Marcos Car | + 59 s             |
| 4e                 | Diego Camargo      | Colombie           | Petrolike                        | + 1 min 5 s        |
| 5e                 | Mauricio Moreira   | Uruguay            | Sabgal-Anicolor                  | + 1 min 10 s       |
| 6e                 | Ander Okamika      | Espagne            | Burgos-BH                        | + 1 min 17 s       |
| 7e                 | Jesús del Pino     | Espagne            | Aviludo-Louletano-Loulé Concelho | m.t                |
| 8e                 | Jon Agirre         | Espagne            | Kern Pharma                      | + 1 min 18 s       |
| 9e                 | Joan Bou           | Espagne            | Euskaltel-Euskadi                | + 1 min 24 s       |
| 10e                | Afonso Eulálio     | Portugal           | ABTF Betão-Feirense              | + 1 min 25 s       |
| modifier           |                    |                    |                                  |                    |

| Classement par points | Classement par points | Classement par points | Classement par points            | Classement par points |
| --------------------- | --------------------- | --------------------- | -------------------------------- | --------------------- |
|                       | Coureur               | Pays                  | Équipe                           | Point(s)              |
| 1er                   | Germán Tivani         | Argentine             | Aviludo-Louletano-Loulé Concelho | 40 points             |
| 2e                    | Tomás Contte          | Argentine             | Aviludo-Louletano-Loulé Concelho | 32 pts                |
| 3e                    | Scott McGill          | États-Unis            | Project Echelon Racing           | 28 pts                |
| modifier              |                       |                       |                                  |                       |

| Classement de la montagne | Classement de la montagne | Classement de la montagne | Classement de la montagne      | Classement de la montagne |
| ------------------------- | ------------------------- | ------------------------- | ------------------------------ | ------------------------- |
|                           | Coureur                   | Pays                      | Équipe                         | Point(s)                  |
| 1er                       | Colin Stüssi              | Suisse                    | Vorarlberg                     | 16 points                 |
| 2e                        | António Carvalho          | Portugal                  | ABTF Betão-Feirense            | 13 pts                    |
| 3e                        | César Fonte               | Portugal                  | Rádio Popular-Paredes-Boavista | 11 pts                    |
| modifier                  |                           |                           |                                |                           |

| Classement général du meilleur jeune | Classement général du meilleur jeune | Classement général du meilleur jeune | Classement général du meilleur jeune | Classement général du meilleur jeune |
|                                      | Coureur                              | Pays                                 | Équipe                               | Temps                                |
| ------------------------------------ | ------------------------------------ | ------------------------------------ | ------------------------------------ | ------------------------------------ |
| 1er                                  | Jaume Guardeño                       | Espagne                              | Caja Rural-Seguros RGA               | en 8 h 14 min 20 s                   |
| 2e                                   | Pablo Carrascosa                     | Espagne                              | Kern Pharma                          | + 8 h 16 min 9 s                     |
| 3e                                   | Andrey André                         | Brésil                               | Kelly-Simoldes-UDO                   | + 8 h 16 min 46 s                    |
| modifier                             |                                      |                                      |                                      |                                      |

| Classement par équipes | Classement par équipes                | Classement par équipes | Classement par équipes |
|                        | Équipe                                | Pays                   | Temps                  |
| ---------------------- | ------------------------------------- | ---------------------- | ---------------------- |
| 1re                    | Euskaltel-Euskadi                     |                        | en 24 h 37 min 56 s    |
| 2e                     | AP Hotels & Resorts-Tavira-SC Farense |                        | + 1 min 9 s            |
| 3e                     | Sabgal-Anicolor                       |                        | + 1 min 45 s           |
| modifier               |                                       |                        |                        |

### 3eétape
Crato - Covilhã (Torre) : 161,2 km
| Classement de la 3e étape | Classement de la 3e étape | Classement de la 3e étape | Classement de la 3e étape             | Classement de la 3e étape |
|                           | Coureur                   | Pays                      | Équipe                                | Temps                     |
| ------------------------- | ------------------------- | ------------------------- | ------------------------------------- | ------------------------- |
| 1er                       | Sergio Chumil             | Guatemala                 | Burgos-BH                             | en 4 h 10 min 10 s        |
| 2e                        | Afonso Eulálio            | Portugal                  | ABTF Betão-Feirense                   | + 3 s                     |
| 3e                        | Jon Agirre                | Espagne                   | Kern Pharma                           | + 20 s                    |
| 4e                        | Mikel Bizkarra            | Espagne                   | Euskaltel-Euskadi                     | + 25 s                    |
| 5e                        | Jaume Guardeño            | Espagne                   | Caja Rural-Seguros RGA                | + 59 s                    |
| 6e                        | Diego Camargo             | Colombie                  | Petrolike                             | + 1 min 21 s              |

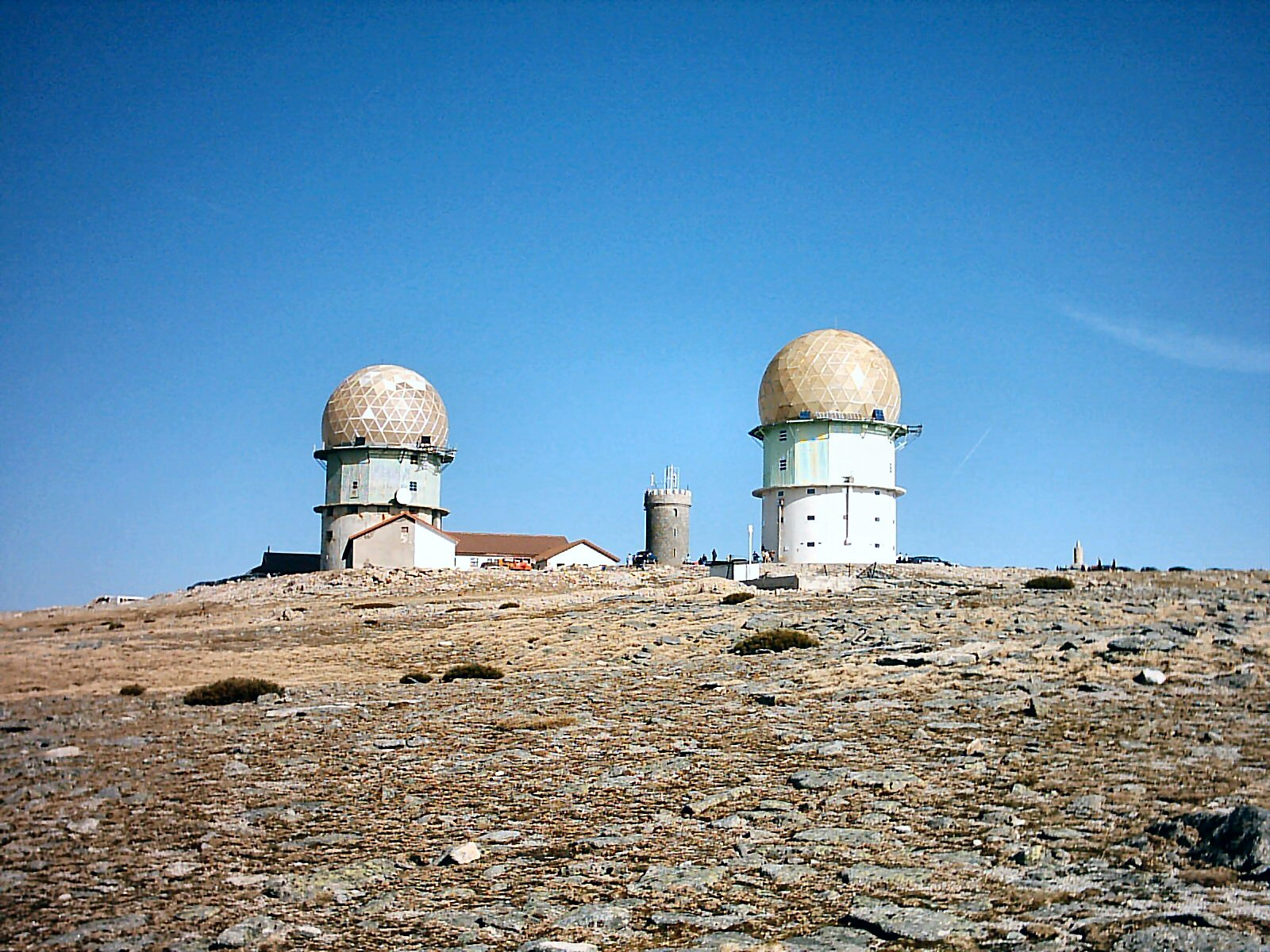
O Alto da Torre, l'arrivée de la 3e étape.

| 7e                        | Delio Fernández           | Espagne                   | AP Hotels & Resorts-Tavira-SC Farense | m.t                       |
| 8e                        | Colin Stüssi              | Suisse                    | Vorarlberg                            | + 1 min 35 s              |
| 9e                        | Diogo Barbosa             | Portugal                  | AP Hotels & Resorts-Tavira-SC Farense | m.t                       |
| 10e                       | Joan Bou                  | Espagne                   | Euskaltel-Euskadi                     | + 1 min 43 s              |
| modifier                  |                           |                           |                                       |                           |

| Classement général | Classement général | Classement général | Classement général                    | Classement général  |
|                    | Coureur            | Pays               | Équipe                                | Temps               |
| ------------------ | ------------------ | ------------------ | ------------------------------------- | ------------------- |
| 1er                | Afonso Eulálio     | Portugal           | ABTF Betão-Feirense                   | en 12 h 22 min 48 s |
| 2e                 | Jon Agirre         | Espagne            | Kern Pharma                           | + 13 s              |
| 3e                 | Colin Stüssi       | Suisse             | Vorarlberg                            | + 14 s              |
| 4e                 | Mikel Bizkarra     | Espagne            | Euskaltel-Euskadi                     | + 37 s              |
| 5e                 | Diego Camargo      | Colombie           | Petrolike                             | + 1 min 5 s         |
| 6e                 | António Carvalho   | Portugal           | ABTF Betão-Feirense                   | + 1 min 16 s        |
| 7e                 | Delio Fernández    | Espagne            | AP Hotels & Resorts-Tavira-SC Farense | + 1 min 36 s        |
| 8e                 | Luís Fernandes     | Portugal           | Credibom-LA Alumínios-Marcos Car      | + 1 min 38 s        |
| 9e                 | Joan Bou           | Espagne            | Euskaltel-Euskadi                     | + 1 min 46 s        |
| 10e                | Sergio Chumil      | Guatemala          | Burgos-BH                             | + 1 min 54 s        |
| modifier           |                    |                    |                                       |                     |

| Classement par points | Classement par points | Classement par points | Classement par points            | Classement par points |
| --------------------- | --------------------- | --------------------- | -------------------------------- | --------------------- |
|                       | Coureur               | Pays                  | Équipe                           | Point(s)              |
| 1er                   | Germán Tivani         | Argentine             | Aviludo-Louletano-Loulé Concelho | 40 points             |
| 2e                    | Tomás Contte          | Argentine             | Aviludo-Louletano-Loulé Concelho | 32 pts                |
| 3e                    | Scott McGill          | États-Unis            | Project Echelon Racing           | 28 pts                |
| modifier              |                       |                       |                                  |                       |

| Classement de la montagne | Classement de la montagne | Classement de la montagne | Classement de la montagne | Classement de la montagne |
| ------------------------- | ------------------------- | ------------------------- | ------------------------- | ------------------------- |
|                           | Coureur                   | Pays                      | Équipe                    | Point(s)                  |
| 1er                       | Jon Agirre                | Espagne                   | Kern Pharma               | 26 points                 |
| 2e                        | Sergio Chumil             | Guatemala                 | Burgos-BH                 | 25 pts                    |
| 3e                        | Colin Stüssi              | Suisse                    | Vorarlberg                | 23 pts                    |
| modifier                  |                           |                           |                           |                           |

| Classement général du meilleur jeune | Classement général du meilleur jeune | Classement général du meilleur jeune | Classement général du meilleur jeune | Classement général du meilleur jeune |
|                                      | Coureur                              | Pays                                 | Équipe                               | Temps                                |
| ------------------------------------ | ------------------------------------ | ------------------------------------ | ------------------------------------ | ------------------------------------ |
| 1er                                  | Jaume Guardeño                       | Espagne                              | Caja Rural-Seguros RGA               | en 12 h 25 min 29 s                  |
| 2e                                   | Alexandre Montez                     | Portugal                             | Credibom-LA Alumínios-Marcos Car     | + 5 min 23 s                         |
| 3e                                   | Pablo Carrascosa                     | Espagne                              | Kern Pharma                          | + 6 min 31 s                         |
| modifier                             |                                      |                                      |                                      |                                      |

| Classement par équipes | Classement par équipes                | Classement par équipes | Classement par équipes |
|                        | Équipe                                | Pays                   | Temps                  |
| ---------------------- | ------------------------------------- | ---------------------- | ---------------------- |
| 1re                    | AP Hotels & Resorts-Tavira-SC Farense |                        | en 37 h 14 min 53 s    |
| 2e                     | Euskaltel-Euskadi                     |                        | + 44 s                 |
| 3e                     | Burgos-BH                             |                        | + 1 min 37 s           |
| modifier               |                                       |                        |                        |

### 4eétape
Sabugal - Guarda : 164,5 km
| Classement de la 4e étape | Classement de la 4e étape | Classement de la 4e étape | Classement de la 4e étape             | Classement de la 4e étape |
|                           | Coureur                   | Pays                      | Équipe                                | Temps                     |
| ------------------------- | ------------------------- | ------------------------- | ------------------------------------- | ------------------------- |
| 1er                       | Luis Ángel Maté           | Espagne                   | Euskaltel-Euskadi                     | en 4 h 13 min 26 s        |
| 2e                        | Rafael Reis               | Portugal                  | Sabgal-Anicolor                       | + 2 s                     |
| 3e                        | Iñigo Elosegui            | Espagne                   | Kern Pharma                           | + 7 s                     |

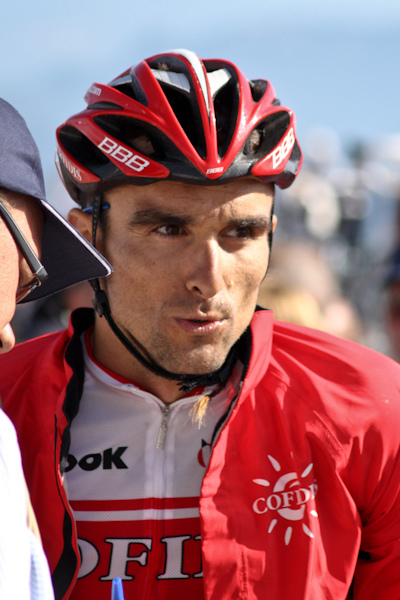
Luis Ángel Maté, vainqueur de la 4e étape et nouveau maillot bleu du classement de la montagne

| 4e                        | Germán Tivani             | Argentine                 | Aviludo-Louletano-Loulé Concelho      | + 16 s                    |
| 5e                        | Keegan Swirbul            | États-Unis                | Efapel Cycling                        | + 17 s                    |
| 6e                        | Edgar Cadena              | Mexique                   | Petrolike                             | + 23 s                    |
| 7e                        | Gonçalo Leaça             | Portugal                  | Credibom-LA Alumínios-Marcos Car      | + 25 s                    |
| 8e                        | Alexander Grigoriev       | Russie                    | Efapel Cycling                        | + 35 s                    |
| 9e                        | Andrew Vollmer            | États-Unis                | Illes Balears Arabay Cycling          | + 48 s                    |
| 10e                       | Afonso Silva              | Portugal                  | AP Hotels & Resorts-Tavira-SC Farense | + 54 s                    |
| modifier                  |                           |                           |                                       |                           |

| Classement général | Classement général | Classement général | Classement général                    | Classement général  |
|                    | Coureur            | Pays               | Équipe                                | Temps               |
| ------------------ | ------------------ | ------------------ | ------------------------------------- | ------------------- |
| 1er                | Afonso Eulálio     | Portugal           | ABTF Betão-Feirense                   | en 16 h 37 min 21 s |
| 2e                 | Colin Stüssi       | Suisse             | Vorarlberg                            | + 16 s              |
| 3e                 | Jon Agirre         | Espagne            | Kern Pharma                           | + 26 s              |
| 4e                 | Mikel Bizkarra     | Espagne            | Euskaltel-Euskadi                     | + 50 s              |
| 5e                 | Diego Camargo      | Colombie           | Petrolike                             | + 1 min 18 s        |
| 6e                 | António Carvalho   | Portugal           | ABTF Betão-Feirense                   | + 1 min 23 s        |
| 7e                 | Joan Bou           | Espagne            | Euskaltel-Euskadi                     | + 1 min 33 s        |
| 8e                 | Delio Fernández    | Espagne            | AP Hotels & Resorts-Tavira-SC Farense | + 1 min 46 s        |
| 9e                 | Luís Fernandes     | Portugal           | Credibom-LA Alumínios-Marcos Car      | + 1 min 48 s        |
| 10e                | Sergio Chumil      | Guatemala          | Burgos-BH                             | + 1 min 59 s        |
| modifier           |                    |                    |                                       |                     |

| Classement par points | Classement par points | Classement par points | Classement par points            | Classement par points |
| --------------------- | --------------------- | --------------------- | -------------------------------- | --------------------- |
|                       | Coureur               | Pays                  | Équipe                           | Point(s)              |
| 1er                   | Germán Tivani         | Argentine             | Aviludo-Louletano-Loulé Concelho | 59 points             |
| 2e                    | Tomás Contte          | Argentine             | Aviludo-Louletano-Loulé Concelho | 32 pts                |
| 3e                    | Scott McGill          | États-Unis            | Project Echelon Racing           | 28 pts                |
| modifier              |                       |                       |                                  |                       |

| Classement de la montagne | Classement de la montagne | Classement de la montagne | Classement de la montagne | Classement de la montagne |
| ------------------------- | ------------------------- | ------------------------- | ------------------------- | ------------------------- |
|                           | Coureur                   | Pays                      | Équipe                    | Point(s)                  |
| 1er                       | Luis Ángel Maté           | Espagne                   | Euskaltel-Euskadi         | 27 points                 |
| 2e                        | Jon Agirre                | Espagne                   | Kern Pharma               | 26 pts                    |
| 3e                        | Sergio Chumil             | Guatemala                 | Burgos-BH                 | 25 pts                    |
| modifier                  |                           |                           |                           |                           |

| Classement général du meilleur jeune | Classement général du meilleur jeune | Classement général du meilleur jeune | Classement général du meilleur jeune | Classement général du meilleur jeune |
|                                      | Coureur                              | Pays                                 | Équipe                               | Temps                                |
| ------------------------------------ | ------------------------------------ | ------------------------------------ | ------------------------------------ | ------------------------------------ |
| 1er                                  | Jaume Guardeño                       | Espagne                              | Caja Rural-Seguros RGA               | en 16 h 40 min 20 s                  |
| 2e                                   | Alexandre Montez                     | Portugal                             | Credibom-LA Alumínios-Marcos Car     | + 5 min 59 s                         |
| 3e                                   | Andrey André                         | Brésil                               | Kelly-Simoldes-UDO                   | + 16 min 53 s                        |
| modifier                             |                                      |                                      |                                      |                                      |

| Classement par équipes | Classement par équipes                | Classement par équipes | Classement par équipes |
|                        | Équipe                                | Pays                   | Temps                  |
| ---------------------- | ------------------------------------- | ---------------------- | ---------------------- |
| 1re                    | Euskaltel-Euskadi                     |                        | en 49 h 58 min 9 s     |
| 2e                     | AP Hotels & Resorts-Tavira-SC Farense |                        | + 33 s                 |
| 3e                     | Burgos-BH                             |                        | + 2 min 10 s           |
| modifier               |                                       |                        |                        |

### 5eétape
Penedono - Bragança : 176,8 km
| Classement de la 5e étape | Classement de la 5e étape | Classement de la 5e étape | Classement de la 5e étape        | Classement de la 5e étape |
|                           | Coureur                   | Pays                      | Équipe                           | Temps                     |
| ------------------------- | ------------------------- | ------------------------- | -------------------------------- | ------------------------- |
| 1er                       | Hugo Scala Jr.            | États-Unis                | Project Echelon Racing           | en 4 h 10 min 26 s        |
| 2e                        | Fábio Costa               | Portugal                  | ABTF Betão-Feirense              | m.t                       |
| 3e                        | Julius Johansen           | Danemark                  | Sabgal-Anicolor                  | + 11 s                    |
| 4e                        | Hugo Aznar                | Espagne                   | Kern Pharma                      | + 14 s                    |
| 5e                        | Xavier Cañellas           | Espagne                   | Euskaltel-Euskadi                | m.t                       |
| 6e                        | Alexander Grigoriev       | Russie                    | Efapel Cycling                   | m.t                       |
| 7e                        | Ángel Fuentes             | Espagne                   | Burgos-BH                        | m.t                       |
| 8e                        | José Parra                | Espagne                   | Kern Pharma                      | + 17 s                    |
| 9e                        | Germán Tivani             | Argentine                 | Aviludo-Louletano-Loulé Concelho | + 38 s                    |
| 10e                       | Francisco Peñuela         | Venezuela                 | Rádio Popular-Paredes-Boavista   | m.t                       |
| modifier                  |                           |                           |                                  |                           |

| Classement général | Classement général | Classement général | Classement général                    | Classement général  |
|                    | Coureur            | Pays               | Équipe                                | Temps               |
| ------------------ | ------------------ | ------------------ | ------------------------------------- | ------------------- |
| 1er                | Afonso Eulálio     | Portugal           | ABTF Betão-Feirense                   | en 20 h 48 min 25 s |
| 2e                 | Colin Stüssi       | Suisse             | Vorarlberg                            | + 16 s              |
| 3e                 | Jon Agirre         | Espagne            | Kern Pharma                           | + 26 s              |
| 4e                 | Mikel Bizkarra     | Espagne            | Euskaltel-Euskadi                     | + 50 s              |
| 5e                 | Diego Camargo      | Colombie           | Petrolike                             | + 1 min 18 s        |
| 6e                 | António Carvalho   | Portugal           | ABTF Betão-Feirense                   | + 1 min 23 s        |
| 7e                 | Joan Bou           | Espagne            | Euskaltel-Euskadi                     | + 1 min 33 s        |
| 8e                 | Delio Fernández    | Espagne            | AP Hotels & Resorts-Tavira-SC Farense | + 1 min 46 s        |
| 9e                 | Luís Fernandes     | Portugal           | Credibom-LA Alumínios-Marcos Car      | + 1 min 48 s        |
| 10e                | Sergio Chumil      | Guatemala          | Burgos-BH                             | + 1 min 59 s        |
| modifier           |                    |                    |                                       |                     |

| Classement par points | Classement par points | Classement par points | Classement par points            | Classement par points |
| --------------------- | --------------------- | --------------------- | -------------------------------- | --------------------- |
|                       | Coureur               | Pays                  | Équipe                           | Point(s)              |
| 1er                   | Germán Tivani         | Argentine             | Aviludo-Louletano-Loulé Concelho | 65 points             |
| 2e                    | Xavier Cañellas       | Espagne               | Euskaltel-Euskadi                | 41 pts                |
| 3e                    | Hugo Scala Jr.        | États-Unis            | Project Echelon Racing           | 40 pts                |
| modifier              |                       |                       |                                  |                       |

| Classement de la montagne | Classement de la montagne | Classement de la montagne | Classement de la montagne | Classement de la montagne |
| ------------------------- | ------------------------- | ------------------------- | ------------------------- | ------------------------- |
|                           | Coureur                   | Pays                      | Équipe                    | Point(s)                  |
| 1er                       | Luis Ángel Maté           | Espagne                   | Euskaltel-Euskadi         | 27 points                 |
| 2e                        | Jon Agirre                | Espagne                   | Kern Pharma               | 26 pts                    |
| 3e                        | Sergio Chumil             | Guatemala                 | Burgos-BH                 | 25 pts                    |
| modifier                  |                           |                           |                           |                           |

| Classement général du meilleur jeune | Classement général du meilleur jeune | Classement général du meilleur jeune | Classement général du meilleur jeune | Classement général du meilleur jeune |
|                                      | Coureur                              | Pays                                 | Équipe                               | Temps                                |
| ------------------------------------ | ------------------------------------ | ------------------------------------ | ------------------------------------ | ------------------------------------ |
| 1er                                  | Jaume Guardeño                       | Espagne                              | Caja Rural-Seguros RGA               | en 20 h 51 min 24 s                  |
| 2e                                   | Alexandre Montez                     | Portugal                             | Credibom-LA Alumínios-Marcos Car     | + 6 min 58 s                         |
| 3e                                   | Andrey André                         | Brésil                               | Kelly-Simoldes-UDO                   | + 24 min 32 s                        |
| modifier                             |                                      |                                      |                                      |                                      |

| Classement par équipes | Classement par équipes                | Classement par équipes | Classement par équipes |
|                        | Équipe                                | Pays                   | Temps                  |
| ---------------------- | ------------------------------------- | ---------------------- | ---------------------- |
| 1re                    | Euskaltel-Euskadi                     |                        | en 62 h 30 min 57 s    |
| 2e                     | AP Hotels & Resorts-Tavira-SC Farense |                        | + 57 s                 |
| 3e                     | Burgos-BH                             |                        | + 2 min 10 s           |
| modifier               |                                       |                        |                        |

### 6eétape
Bragança - Boticas : 169,1 km
| Classement de la 6e étape | Classement de la 6e étape | Classement de la 6e étape | Classement de la 6e étape | Classement de la 6e étape |
|                           | Coureur                   | Pays                      | Équipe                    | Temps                     |
| ------------------------- | ------------------------- | ------------------------- | ------------------------- | ------------------------- |
| 1er                       | Artem Nych                | Russie                    | Sabgal-Anicolor           | en 3 h 58 min 12 s        |
| 2e                        | Afonso Eulálio            | Portugal                  | ABTF Betão-Feirense       | + 1 min 0 s               |
| 3e                        | Tyler Stites              | États-Unis                | Project Echelon Racing    | m.t                       |
| 4e                        | Colin Stüssi              | Suisse                    | Vorarlberg                | m.t                       |
| 5e                        | Jon Agirre                | Espagne                   | Kern Pharma               | m.t                       |
| 6e                        | Sergio Chumil             | Uruguay                   | Burgos-BH                 | m.t                       |
| 7e                        | Luis Ángel Maté           | Espagne                   | Euskaltel-Euskadi         | m.t                       |
| 8e                        | Ander Okamika             | Espagne                   | Burgos-BH                 | m.t                       |
| 9e                        | Edgar Cadena              | Mexique                   | Petrolike                 | m.t                       |
| 10e                       | Joan Bou                  | Espagne                   | Euskaltel-Euskadi         | m.t                       |
| modifier                  |                           |                           |                           |                           |

| Classement général | Classement général | Classement général | Classement général                    | Classement général  |
|                    | Coureur            | Pays               | Équipe                                | Temps               |
| ------------------ | ------------------ | ------------------ | ------------------------------------- | ------------------- |
| 1er                | Afonso Eulálio     | Portugal           | ABTF Betão-Feirense                   | en 24 h 47 min 31 s |
| 2e                 | Colin Stüssi       | Suisse             | Vorarlberg                            | + 21 s              |
| 3e                 | Jon Agirre         | Espagne            | Kern Pharma                           | + 32 s              |
| 4e                 | Mikel Bizkarra     | Espagne            | Euskaltel-Euskadi                     | + 56 s              |
| 5e                 | Diego Camargo      | Colombie           | Petrolike                             | + 1 min 24 s        |
| 6e                 | António Carvalho   | Portugal           | ABTF Betão-Feirense                   | + 1 min 29 s        |
| 7e                 | Joan Bou           | Espagne            | Euskaltel-Euskadi                     | + 1 min 39 s        |
| 8e                 | Delio Fernández    | Espagne            | AP Hotels & Resorts-Tavira-SC Farense | + 1 min 52 s        |
| 9e                 | Sergio Chumil      | Guatemala          | Burgos-BH                             | + 2 min 5 s         |
| 10e                | Ander Okamika      | Espagne            | Burgos-BH                             | + 2 min 8 s         |
| modifier           |                    |                    |                                       |                     |

| Classement par points | Classement par points | Classement par points | Classement par points            | Classement par points |
| --------------------- | --------------------- | --------------------- | -------------------------------- | --------------------- |
|                       | Coureur               | Pays                  | Équipe                           | Point(s)              |
| 1er                   | Germán Tivani         | Argentine             | Aviludo-Louletano-Loulé Concelho | 80 points             |
| 2e                    | Colin Stüssi          | Suisse                | Vorarlberg                       | 45 pts                |
| 3e                    | Xavier Cañellas       | Espagne               | Euskaltel-Euskadi                | 44 pts                |
| modifier              |                       |                       |                                  |                       |

| Classement de la montagne | Classement de la montagne | Classement de la montagne | Classement de la montagne | Classement de la montagne |
| ------------------------- | ------------------------- | ------------------------- | ------------------------- | ------------------------- |
|                           | Coureur                   | Pays                      | Équipe                    | Point(s)                  |
| 1er                       | Luis Ángel Maté           | Espagne                   | Euskaltel-Euskadi         | 58 points                 |
| 2e                        | Colin Stüssi              | Suisse                    | Vorarlberg                | 34 pts                    |
| 3e                        | Afonso Eulálio            | Portugal                  | ABTF Betão-Feirense       | 30 pts                    |
| modifier                  |                           |                           |                           |                           |

| Classement général du meilleur jeune | Classement général du meilleur jeune | Classement général du meilleur jeune | Classement général du meilleur jeune | Classement général du meilleur jeune |
|                                      | Coureur                              | Pays                                 | Équipe                               | Temps                                |
| ------------------------------------ | ------------------------------------ | ------------------------------------ | ------------------------------------ | ------------------------------------ |
| 1er                                  | Jaume Guardeño                       | Espagne                              | Caja Rural-Seguros RGA               | en 24 h 53 min 23 s                  |
| 2e                                   | Alexandre Montez                     | Portugal                             | Credibom-LA Alumínios-Marcos Car     | + 27 min 7 s                         |
| 3e                                   | Pablo Carrascosa                     | Espagne                              | Kern Pharma                          | + 38 min 7 s                         |
| modifier                             |                                      |                                      |                                      |                                      |

| Classement par équipes | Classement par équipes                | Classement par équipes | Classement par équipes |
|                        | Équipe                                | Pays                   | Temps                  |
| ---------------------- | ------------------------------------- | ---------------------- | ---------------------- |
| 1re                    | Euskaltel-Euskadi                     |                        | en 74 h 28 min 33 s    |
| 2e                     | Burgos-BH                             |                        | + 2 min 10 s           |
| 3e                     | AP Hotels & Resorts-Tavira-SC Farense |                        | + 2 min 33 s           |
| modifier               |                                       |                        |                        |

### 7eétape
Felgueiras - Paredes : 160,4 km
| Classement de la 7e étape | Classement de la 7e étape | Classement de la 7e étape | Classement de la 7e étape             | Classement de la 7e étape |
|                           | Coureur                   | Pays                      | Équipe                                | Temps                     |
| ------------------------- | ------------------------- | ------------------------- | ------------------------------------- | ------------------------- |
| 1er                       | Francisco Peñuela         | Venezuela                 | Rádio Popular-Paredes-Boavista        | en 3 h 39 min 9 s         |
| 2e                        | Tiago Antunes             | Portugal                  | Efapel Cycling                        | m.t                       |
| 3e                        | Germán Tivani             | Argentine                 | Aviludo-Louletano-Loulé Concelho      | m.t                       |
| 4e                        | Carlos Salgueiro          | Portugal                  | AP Hotels & Resorts-Tavira-SC Farense | m.t                       |
| 5e                        | Joan Bou                  | Espagne                   | Euskaltel-Euskadi                     | m.t                       |
| 6e                        | Sergio Chumil             | Guatemala                 | Burgos-BH                             | m.t                       |
| 7e                        | Luís Gomes                | Portugal                  | Kelly-Simoldes-UDO                    | m.t                       |
| 8e                        | Abner González            | Porto Rico                | Efapel Cycling                        | m.t                       |
| 9e                        | Colin Stüssi              | Suisse                    | Vorarlberg                            | m.t                       |
| 10e                       | Afonso Eulálio            | Portugal                  | ABTF Betão-Feirense                   | m.t                       |
| modifier                  |                           |                           |                                       |                           |

| Classement général | Classement général | Classement général | Classement général                    | Classement général  |
|                    | Coureur            | Pays               | Équipe                                | Temps               |
| ------------------ | ------------------ | ------------------ | ------------------------------------- | ------------------- |
| 1er                | Afonso Eulálio     | Portugal           | ABTF Betão-Feirense                   | en 28 h 26 min 40 s |
| 2e                 | Colin Stüssi       | Suisse             | Vorarlberg                            | + 21 s              |
| 3e                 | Mikel Bizkarra     | Espagne            | Euskaltel-Euskadi                     | + 55 s              |
| 4e                 | Diego Camargo      | Colombie           | Petrolike                             | + 1 min 24 s        |
| 5e                 | António Carvalho   | Portugal           | ABTF Betão-Feirense                   | + 1 min 29 s        |
| 6e                 | Joan Bou           | Espagne            | Euskaltel-Euskadi                     | + 1 min 38 s        |
| 7e                 | Delio Fernández    | Espagne            | AP Hotels & Resorts-Tavira-SC Farense | + 1 min 52 s        |
| 8e                 | Sergio Chumil      | Guatemala          | Burgos-BH                             | + 2 min 5 s         |
| 9e                 | Ander Okamika      | Espagne            | Burgos-BH                             | + 2 min 6 s         |
| 10e                | Jesús del Pino     | Espagne            | Aviludo-Louletano-Loulé Concelho      | + 2 min 16 s        |
| modifier           |                    |                    |                                       |                     |

| Classement par points | Classement par points | Classement par points | Classement par points            | Classement par points |
| --------------------- | --------------------- | --------------------- | -------------------------------- | --------------------- |
|                       | Coureur               | Pays                  | Équipe                           | Point(s)              |
| 1er                   | Germán Tivani         | Argentine             | Aviludo-Louletano-Loulé Concelho | 113 points            |
| 2e                    | Colin Stüssi          | Suisse                | Vorarlberg                       | 51 pts                |
| 3e                    | Sergio Chumil         | Guatemala             | Burgos-BH                        | 47 pts                |
| modifier              |                       |                       |                                  |                       |

| Classement de la montagne | Classement de la montagne | Classement de la montagne | Classement de la montagne | Classement de la montagne |
| ------------------------- | ------------------------- | ------------------------- | ------------------------- | ------------------------- |
|                           | Coureur                   | Pays                      | Équipe                    | Point(s)                  |
| 1er                       | Luis Ángel Maté           | Espagne                   | Euskaltel-Euskadi         | 79 points                 |
| 2e                        | Colin Stüssi              | Suisse                    | Vorarlberg                | 36 pts                    |
| 3e                        | Afonso Eulálio            | Portugal                  | ABTF Betão-Feirense       | 31 pts                    |
| modifier                  |                           |                           |                           |                           |

| Classement général du meilleur jeune | Classement général du meilleur jeune | Classement général du meilleur jeune | Classement général du meilleur jeune | Classement général du meilleur jeune |
|                                      | Coureur                              | Pays                                 | Équipe                               | Temps                                |
| ------------------------------------ | ------------------------------------ | ------------------------------------ | ------------------------------------ | ------------------------------------ |
| 1er                                  | Jaume Guardeño                       | Espagne                              | Caja Rural-Seguros RGA               | en 28 h 32 min 32 s                  |
| 2e                                   | Alexandre Montez                     | Portugal                             | Credibom-LA Alumínios-Marcos Car     | + 36 min 33 s                        |
| 3e                                   | Pablo Carrascosa                     | Espagne                              | Kern Pharma                          | + 57 min 34 s                        |
| modifier                             |                                      |                                      |                                      |                                      |

| Classement par équipes | Classement par équipes                | Classement par équipes | Classement par équipes |
|                        | Équipe                                | Pays                   | Temps                  |
| ---------------------- | ------------------------------------- | ---------------------- | ---------------------- |
| 1re                    | Euskaltel-Euskadi                     |                        | en 85 h 26 min 0 s     |
| 2e                     | Burgos-BH                             |                        | + 2 min 10 s           |
| 3e                     | AP Hotels & Resorts-Tavira-SC Farense |                        | + 2 min 33 s           |
| modifier               |                                       |                        |                        |

### 8eétape
Viana do Castelo - Fafe : 182,4 km
| Classement de la 8e étape | Classement de la 8e étape | Classement de la 8e étape | Classement de la 8e étape        | Classement de la 8e étape |
|                           | Coureur                   | Pays                      | Équipe                           | Temps                     |
| ------------------------- | ------------------------- | ------------------------- | -------------------------------- | ------------------------- |

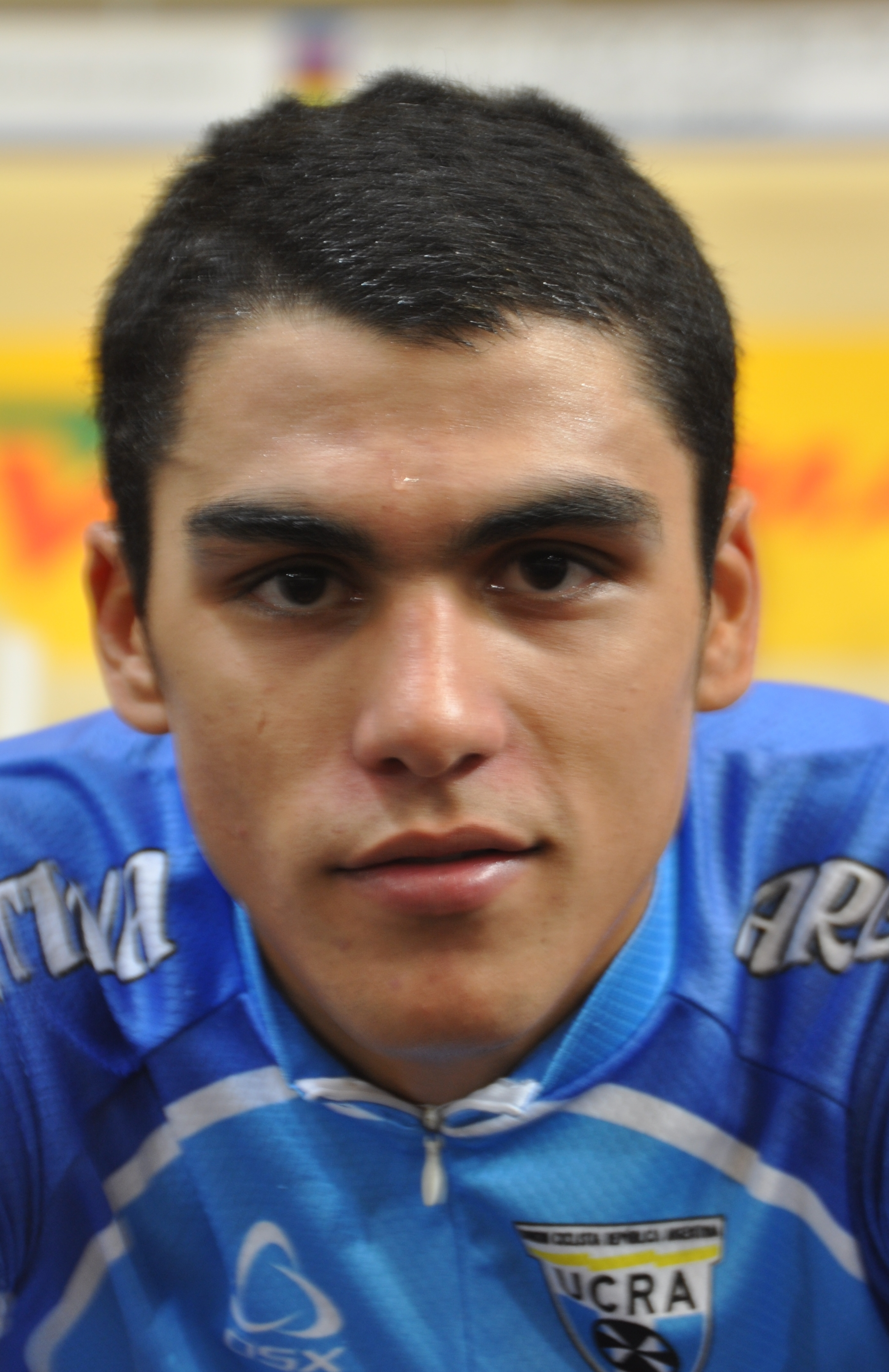
Tomás Contte, vainqueur au sprint de la 8e étape.

| 1er                       | Tomás Contte              | Argentine                 | Aviludo-Louletano-Loulé Concelho | en 4 h 24 min 5 s         |
| 2e                        | Andoni López de Abetxuko  | Espagne                   | Euskaltel-Euskadi                | m.t                       |
| 3e                        | Rafael Reis               | Portugal                  | Sabgal-Anicolor                  | m.t                       |
| 4e                        | Stephen Bassett           | États-Unis                | Project Echelon Racing           | m.t                       |
| 5e                        | Luís Gomes                | Portugal                  | Kelly-Simoldes-UDO               | m.t                       |
| 6e                        | Francisco Guerreiro       | Portugal                  | Kelly-Simoldes-UDO               | m.t                       |
| 7e                        | Iñigo Elosegui            | Espagne                   | Kern Pharma                      | m.t                       |
| 8e                        | Hugo Aznar                | Espagne                   | Kern Pharma                      | m.t                       |
| 9e                        | Tiago Antunes             | Portugal                  | Efapel Cycling                   | m.t                       |
| 10e                       | Raúl Rota                 | Espagne                   | Rádio Popular-Paredes-Boavista   | m.t                       |
| modifier                  |                           |                           |                                  |                           |

| Classement général | Classement général | Classement général | Classement général                    | Classement général |
|                    | Coureur            | Pays               | Équipe                                | Temps              |
| ------------------ | ------------------ | ------------------ | ------------------------------------- | ------------------ |
| 1er                | Afonso Eulálio     | Portugal           | ABTF Betão-Feirense                   | en 33 h 1 min 10 s |
| 2e                 | Colin Stüssi       | Suisse             | Vorarlberg                            | + 21 s             |
| 3e                 | Mikel Bizkarra     | Espagne            | Euskaltel-Euskadi                     | + 55 s             |
| 4e                 | Diego Camargo      | Colombie           | Petrolike                             | + 1 min 24 s       |
| 5e                 | António Carvalho   | Portugal           | ABTF Betão-Feirense                   | + 1 min 29 s       |
| 6e                 | Joan Bou           | Espagne            | Euskaltel-Euskadi                     | + 1 min 38 s       |
| 7e                 | Delio Fernández    | Espagne            | AP Hotels & Resorts-Tavira-SC Farense | + 1 min 52 s       |
| 8e                 | Sergio Chumil      | Guatemala          | Burgos-BH                             | + 2 min 5 s        |
| 9e                 | Ander Okamika      | Espagne            | Burgos-BH                             | + 2 min 6 s        |
| 10e                | Jesús del Pino     | Espagne            | Aviludo-Louletano-Loulé Concelho      | + 2 min 16 s       |
| modifier           |                    |                    |                                       |                    |

| Classement par points | Classement par points | Classement par points | Classement par points            | Classement par points |
| --------------------- | --------------------- | --------------------- | -------------------------------- | --------------------- |
|                       | Coureur               | Pays                  | Équipe                           | Point(s)              |
| 1er                   | Germán Tivani         | Argentine             | Aviludo-Louletano-Loulé Concelho | 113 points            |
| 2e                    | Tomás Contte          | Argentine             | Aviludo-Louletano-Loulé Concelho | 83 pts                |
| 3e                    | Colin Stüssi          | Suisse                | Vorarlberg                       | 51 pts                |
| modifier              |                       |                       |                                  |                       |

| Classement de la montagne | Classement de la montagne | Classement de la montagne | Classement de la montagne | Classement de la montagne |
| ------------------------- | ------------------------- | ------------------------- | ------------------------- | ------------------------- |
|                           | Coureur                   | Pays                      | Équipe                    | Point(s)                  |
| 1er                       | Luis Ángel Maté           | Espagne                   | Euskaltel-Euskadi         | 79 points                 |
| 2e                        | Colin Stüssi              | Suisse                    | Vorarlberg                | 36 pts                    |
| 3e                        | Afonso Eulálio            | Portugal                  | ABTF Betão-Feirense       | 31 pts                    |
| modifier                  |                           |                           |                           |                           |

| Classement général du meilleur jeune | Classement général du meilleur jeune | Classement général du meilleur jeune | Classement général du meilleur jeune | Classement général du meilleur jeune |
|                                      | Coureur                              | Pays                                 | Équipe                               | Temps                                |
| ------------------------------------ | ------------------------------------ | ------------------------------------ | ------------------------------------ | ------------------------------------ |
| 1er                                  | Jaume Guardeño                       | Espagne                              | Caja Rural-Seguros RGA               | en 33 h 7 min 2 s                    |
| 2e                                   | Alexandre Montez                     | Portugal                             | Credibom-LA Alumínios-Marcos Car     | + 36 min 33 s                        |
| 3e                                   | Andrey André                         | Brésil                               | Kelly-Simoldes-UDO                   | + 59 min 28 s                        |
| modifier                             |                                      |                                      |                                      |                                      |

| Classement par équipes | Classement par équipes | Classement par équipes | Classement par équipes |
|                        | Équipe                 | Pays                   | Temps                  |
| ---------------------- | ---------------------- | ---------------------- | ---------------------- |
| 1re                    | Euskaltel-Euskadi      |                        | en 98 h 49 min 5 s     |
| 2e                     | Efapel Cycling         |                        | + 9 min 0 s            |
| 3e                     | Sabgal-Anicolor        |                        | + 12 min 11 s          |
| modifier               |                        |                        |                        |

### 9eétape
Maia - Mondim de Basto : 170,8 km
| Classement de la 9e étape | Classement de la 9e étape | Classement de la 9e étape | Classement de la 9e étape             | Classement de la 9e étape |
|                           | Coureur                   | Pays                      | Équipe                                | Temps                     |
| ------------------------- | ------------------------- | ------------------------- | ------------------------------------- | ------------------------- |
| 1er                       | Abner González            | Porto Rico                | Efapel Cycling                        | en 4 h 25 min 10 s        |
| 2e                        | Artem Nych                | Russie                    | Sabgal-Anicolor                       | + 6 s                     |
| 3e                        | David Delgado             | Espagne                   | Burgos-BH                             | + 22 s                    |
| 4e                        | Jaume Guardeño            | Espagne                   | Caja Rural-Seguros RGA                | + 29 s                    |

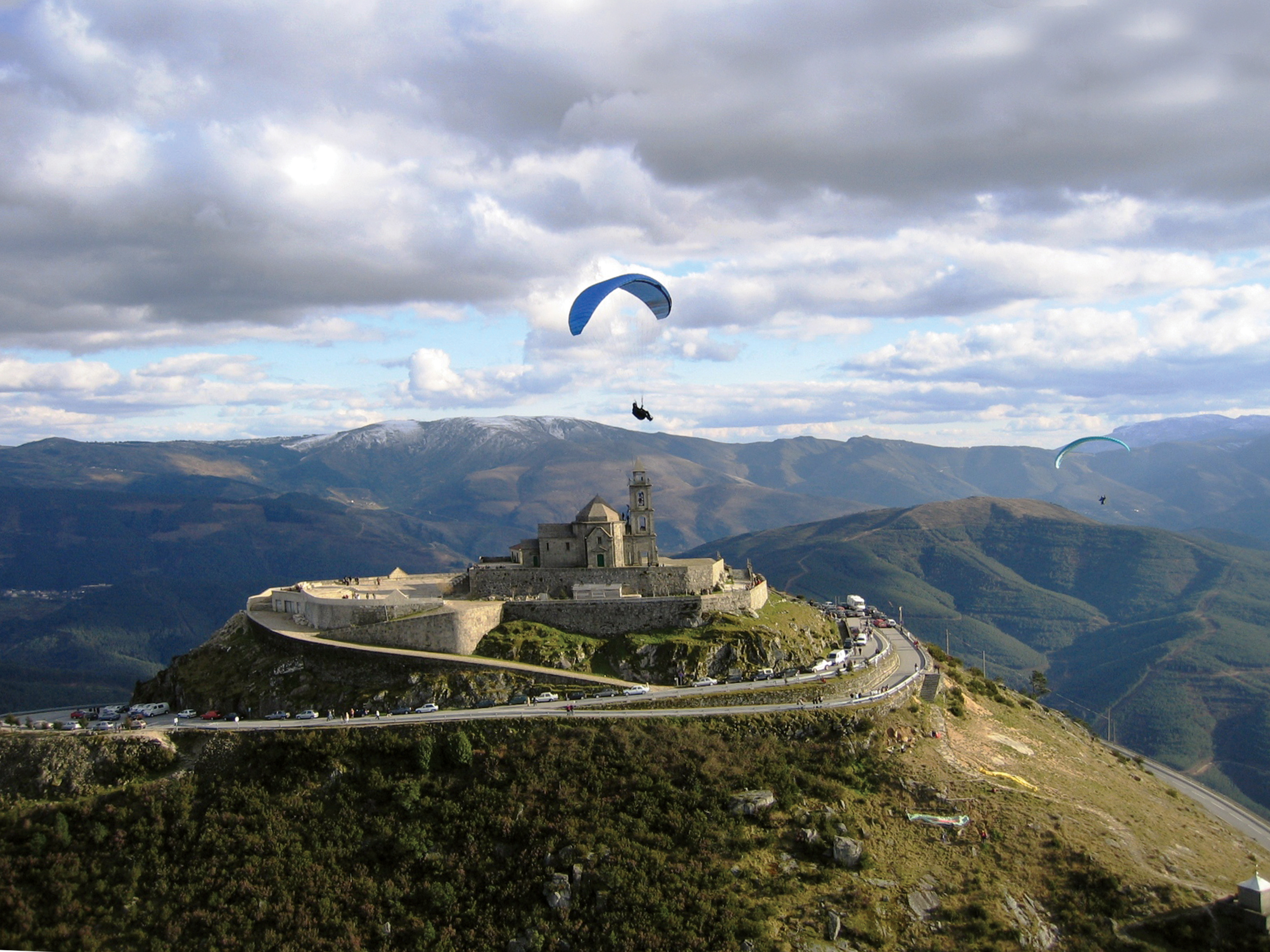
O Alto da Senhora da Graça
l'arrivée de la 9e étape.

| 5e                        | Gonçalo Leaça             | Portugal                  | Credibom-LA Alumínios-Marcos Car      | + 51 s                    |
| 6e                        | Alejandro Franco          | Espagne                   | Burgos-BH                             | + 1 min 51 s              |
| 7e                        | Jesús del Pino            | Espagne                   | Aviludo-Louletano-Loulé Concelho      | + 2 min 2 s               |
| 8e                        | Andrew Vollmer            | États-Unis                | Illes Balears Arabay Cycling          | + 2 min 10 s              |
| 9e                        | Edgar Cadena              | Mexique                   | Petrolike                             | + 2 min 21 s              |
| 10e                       | Diogo Barbosa             | Portugal                  | AP Hotels & Resorts-Tavira-SC Farense | + 2 min 31 s              |
| modifier                  |                           |                           |                                       |                           |

| Classement général | Classement général | Classement général | Classement général               | Classement général |
|                    | Coureur            | Pays               | Équipe                           | Temps              |
| ------------------ | ------------------ | ------------------ | -------------------------------- | ------------------ |
| 1er                | Artem Nych         | Russie             | Sabgal-Anicolor                  | en 37 h 29 min 9 s |
| 2e                 | Abner González     | Porto Rico         | Efapel Cycling                   | + 49 s             |
| 3e                 | Colin Stüssi       | Suisse             | Vorarlberg                       | + 53 s             |
| 4e                 | Gonçalo Leaça      | Portugal           | Credibom-LA Alumínios-Marcos Car | + 57 s             |
| 5e                 | Jesús del Pino     | Espagne            | Aviludo-Louletano-Loulé Concelho | + 1 min 29 s       |
| 6e                 | Afonso Eulálio     | Portugal           | ABTF Betão-Feirense              | + 1 min 50 s       |
| 7e                 | Mikel Bizkarra     | Espagne            | Euskaltel-Euskadi                | + 2 min 43 s       |
| 8e                 | Joan Bou           | Espagne            | Euskaltel-Euskadi                | + 2 min 57 s       |
| 9e                 | Diego Camargo      | Colombie           | Petrolike                        | + 3 min 7 s        |
| 10e                | Jaume Guardeño     | Espagne            | Caja Rural-Seguros RGA           | + 3 min 32 s       |
| modifier           |                    |                    |                                  |                    |

| Classement par points | Classement par points | Classement par points | Classement par points            | Classement par points |
| --------------------- | --------------------- | --------------------- | -------------------------------- | --------------------- |
|                       | Coureur               | Pays                  | Équipe                           | Point(s)              |
| 1er                   | Germán Tivani         | Argentine             | Aviludo-Louletano-Loulé Concelho | 126 points            |
| 2e                    | Tomás Contte          | Argentine             | Aviludo-Louletano-Loulé Concelho | 83 pts                |
| 3e                    | Colin Stüssi          | Suisse                | Vorarlberg                       | 51 pts                |
| modifier              |                       |                       |                                  |                       |

| Classement de la montagne | Classement de la montagne | Classement de la montagne | Classement de la montagne | Classement de la montagne |
| ------------------------- | ------------------------- | ------------------------- | ------------------------- | ------------------------- |
|                           | Coureur                   | Pays                      | Équipe                    | Point(s)                  |
| 1er                       | Luis Ángel Maté           | Espagne                   | Euskaltel-Euskadi         | 79 points                 |
| 2e                        | Artem Nych                | Russie                    | Sabgal-Anicolor           | 44 pts                    |
| 3e                        | Colin Stüssi              | Suisse                    | Vorarlberg                | 36 pts                    |
| modifier                  |                           |                           |                           |                           |

| Classement général du meilleur jeune | Classement général du meilleur jeune | Classement général du meilleur jeune | Classement général du meilleur jeune | Classement général du meilleur jeune |
|                                      | Coureur                              | Pays                                 | Équipe                               | Temps                                |
| ------------------------------------ | ------------------------------------ | ------------------------------------ | ------------------------------------ | ------------------------------------ |
| 1er                                  | Jaume Guardeño                       | Espagne                              | Caja Rural-Seguros RGA               | en 37 h 32 min 41 s                  |
| 2e                                   | Alexandre Montez                     | Portugal                             | Credibom-LA Alumínios-Marcos Car     | + 1 h 6 min 44 s                     |
| 3e                                   | Andrey André                         | Brésil                               | Kelly-Simoldes-UDO                   | + 1 h 16 min 7 s                     |
| modifier                             |                                      |                                      |                                      |                                      |

| Classement par équipes | Classement par équipes | Classement par équipes | Classement par équipes |
|                        | Équipe                 | Pays                   | Temps                  |
| ---------------------- | ---------------------- | ---------------------- | ---------------------- |
| 1re                    | Euskaltel-Euskadi      |                        | en 112 h 19 min 1 s    |
| 2e                     | Burgos-BH              |                        | + 6 min 27 s           |
| 3e                     | Efapel Cycling         |                        | + 11 min 28 s          |
| modifier               |                        |                        |                        |

### 10eétape
Viseu - Viseu : 26,6 km
| Classement de la 10e étape | Classement de la 10e étape | Classement de la 10e étape | Classement de la 10e étape       | Classement de la 10e étape |
|                            | Coureur                    | Pays                       | Équipe                           | Temps                      |
| -------------------------- | -------------------------- | -------------------------- | -------------------------------- | -------------------------- |
| 1er                        | Artem Nych                 | Russie                     | Sabgal-Anicolor                  | en 34 min 36 s             |
| 2e                         | Julius Johansen            | Danemark                   | Sabgal-Anicolor                  | + 4 s                      |
| 3e                         | Colin Stüssi               | Suisse                     | Vorarlberg                       | + 31 s                     |
| 4e                         | Rafael Reis                | Portugal                   | Sabgal-Anicolor                  | + 39 s                     |
| 5e                         | Alexander Grigoriev        | Russie                     | Efapel Cycling                   | + 44 s                     |
| 6e                         | Tyler Stites               | États-Unis                 | Project Echelon Racing           | + 45 s                     |
| 7e                         | Alex Molenaar              | Pays-Bas                   | Illes Balears Arabay Cycling     | + 50 s                     |
| 8e                         | Tiago Antunes              | Portugal                   | Efapel Cycling                   | + 56 s                     |
| 9e                         | Carlos Oyarzún             | Chili                      | Aviludo-Louletano-Loulé Concelho | + 1 min 2 s                |
| 10e                        | Gaspar Gonçalves           | Portugal                   | Aviludo-Louletano-Loulé Concelho | + 1 min 5 s                |
| modifier                   |                            |                            |                                  |                            |

## Classements

### Classement général final
| Classement général | Classement général | Classement général | Classement général                    | Classement général |
|                    | Coureur            | Pays               | Équipe                                | Temps              |
| ------------------ | ------------------ | ------------------ | ------------------------------------- | ------------------ |
| 1er                | Artem Nych         | Russie             | Sabgal-Anicolor                       | en 38 h 3 min 45 s |
| 2e                 | Colin Stüssi       | Suisse             | Vorarlberg                            | + 1 min 23 s       |
| 3e                 | Abner González     | Porto Rico         | Efapel Cycling                        | + 2 min 38 s       |

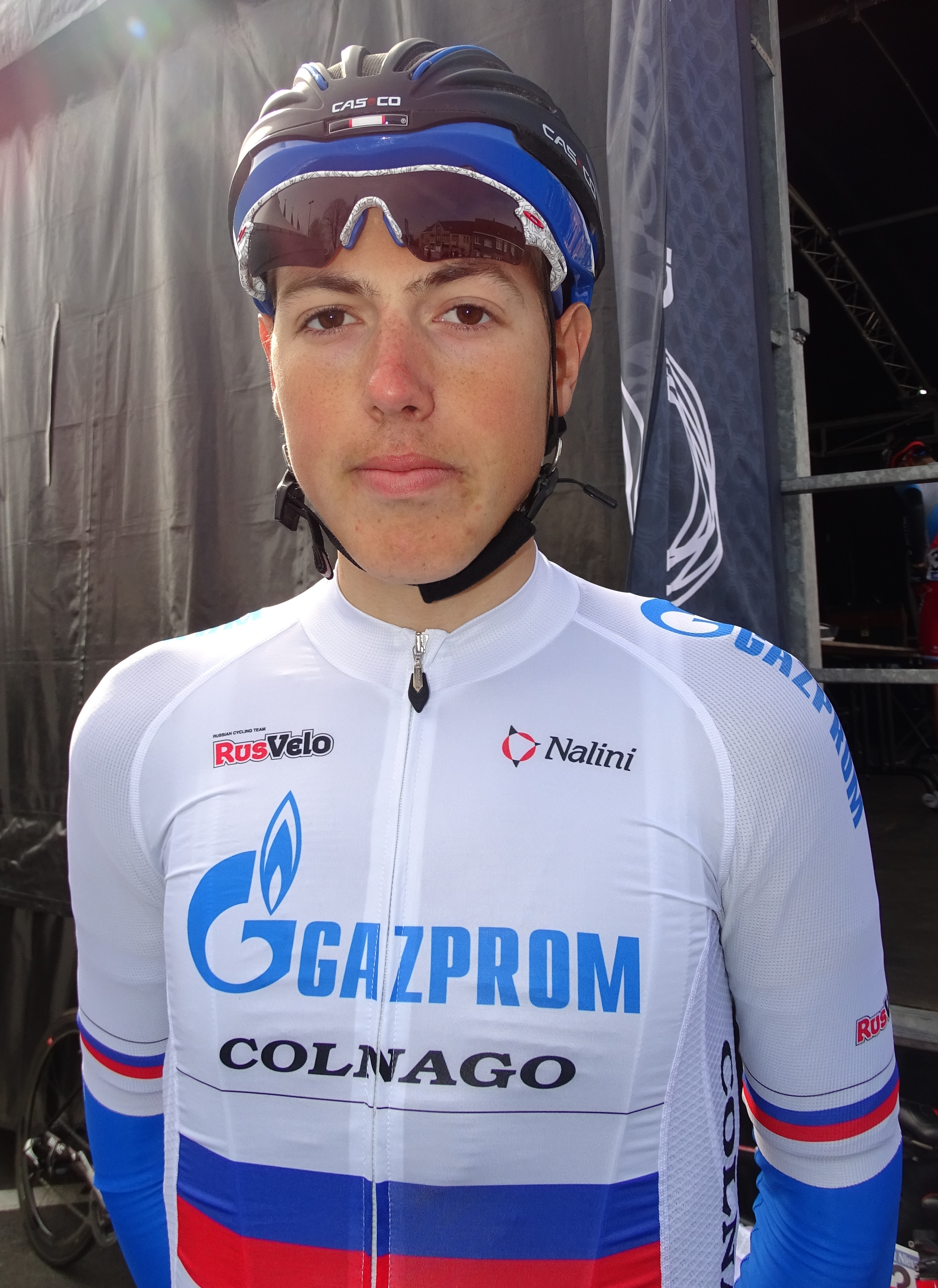
Artem Nych, le vainqueur du Tour du Portugal 2024.

| 4e                 | Gonçalo Leaça      | Portugal           | Credibom-LA Alumínios-Marcos Car      | + 3 min 7 s        |
| 5e                 | Mikel Bizkarra     | Espagne            | Euskaltel-Euskadi                     | + 4 min 11 s       |
| 6e                 | Diego Camargo      | Colombie           | Petrolike                             | + 4 min 36 s       |
| 7e                 | Jesús del Pino     | Espagne            | Aviludo-Louletano-Loulé Concelho      | + 4 min 54 s       |
| 8e                 | Joan Bou           | Espagne            | Euskaltel-Euskadi                     | + 5 min 1 s        |
| 9e                 | Delio Fernández    | Espagne            | AP Hotels & Resorts-Tavira-SC Farense | + 5 min 43 s       |
| 10e                | Afonso Eulálio     | Portugal           | ABTF Betão-Feirense                   | + 5 min 57 s       |
| modifier           |                    |                    |                                       |                    |

### Classements annexes finals

#### Classement par points
| Classement par points | Classement par points | Classement par points | Classement par points            | Classement par points |
| --------------------- | --------------------- | --------------------- | -------------------------------- | --------------------- |
|                       | Coureur               | Pays                  | Équipe                           | Point(s)              |
| 1er                   | Germán Tivani         | Argentine             | Aviludo-Louletano-Loulé Concelho | 126 points            |
| 2e                    | Tomás Contte          | Argentine             | Aviludo-Louletano-Loulé Concelho | 83 pts                |
| 3e                    | Artem Nych            | Russie                | Sabgal-Anicolor                  | 65 pts                |
| 4e                    | Colin Stüssi          | Suisse                | Vorarlberg                       | 57 pts                |
| 5e                    | Xavier Cañellas       | Espagne               | Euskaltel-Euskadi                | 51 pts                |
| modifier              |                       |                       |                                  |                       |

#### Classement de la montagne
| Classement de la montagne | Classement de la montagne | Classement de la montagne | Classement de la montagne        | Classement de la montagne |
| ------------------------- | ------------------------- | ------------------------- | -------------------------------- | ------------------------- |
|                           | Coureur                   | Pays                      | Équipe                           | Point(s)                  |
| 1er                       | Luis Ángel Maté           | Espagne                   | Euskaltel-Euskadi                | 79 points                 |
| 2e                        | Artem Nych                | Russie                    | Sabgal-Anicolor                  | 44 pts                    |
| 3e                        | Colin Stüssi              | Suisse                    | Vorarlberg                       | 36 pts                    |
| 4e                        | Xavier Cañellas           | Espagne                   | Euskaltel-Euskadi                | 35 pts                    |
| 5e                        | Luís Fernandes            | Portugal                  | Credibom-LA Alumínios-Marcos Car | 32 pts                    |
| modifier                  |                           |                           |                                  |                           |

#### Classement du meilleur jeune
| Classement général du meilleur jeune | Classement général du meilleur jeune | Classement général du meilleur jeune | Classement général du meilleur jeune | Classement général du meilleur jeune |
|                                      | Coureur                              | Pays                                 | Équipe                               | Temps                                |
| ------------------------------------ | ------------------------------------ | ------------------------------------ | ------------------------------------ | ------------------------------------ |
| 1er                                  | Jaume Guardeño                       | Espagne                              | Caja Rural-Seguros RGA               | en 38 h 9 min 50 s                   |
| 2e                                   | Alexandre Montez                     | Portugal                             | Credibom-LA Alumínios-Marcos Car     | + 1 h 8 min 21 s                     |
| 3e                                   | Andrey André                         | Brésil                               | Kelly-Simoldes-UDO                   | + 1 h 18 min 11 s                    |
| 4e                                   | Pablo Carrascosa                     | Espagne                              | Kern Pharma                          | + 1 h 25 min 25 s                    |
| 5e                                   | Sergi Darder                         | Espagne                              | Illes Balears Arabay Cycling         | + 1 h 36 min 31 s                    |
| modifier                             |                                      |                                      |                                      |                                      |

#### Classement par équipes
| Classement par équipes | Classement par équipes                | Classement par équipes | Classement par équipes |
|                        | Équipe                                | Pays                   | Temps                  |
| ---------------------- | ------------------------------------- | ---------------------- | ---------------------- |
| 1re                    | Euskaltel-Euskadi                     |                        | en 114 h 8 min 11 s    |
| 2e                     | Efapel Cycling                        |                        | + 9 min 34 s           |
| 3e                     | Burgos-BH                             |                        | + 10 min 56 s          |
| 4e                     | AP Hotels & Resorts-Tavira-SC Farense |                        | + 14 min 14 s          |
| 5e                     | Sabgal-Anicolor                       |                        | + 16 min 18 s          |
| modifier               |                                       |                        |                        |

### Évolution des classements
| Étape              | Vainqueur          | Classement général | Classement par points | Classement de la montagne | Classement du meilleur jeune | Classement par équipes                |
| ------------------ | ------------------ | ------------------ | --------------------- | ------------------------- | ---------------------------- | ------------------------------------- |
| Prologue           | Rafael Reis        | Rafael Reis        | -                     | -                         | Hugo Aznar                   | Sabgal-Anicolor                       |
| 1re étape          | Colin Stüssi       | Colin Stüssi       | Colin Stüssi          | Colin Stüssi              | Jaume Guardeño               | Euskaltel-Euskadi                     |
| 2e étape           | Germán Tivani      | Colin Stüssi       | Germán Tivani         | Colin Stüssi              | Jaume Guardeño               | Euskaltel-Euskadi                     |
| 3e étape           | Sergio Chumil      | Afonso Eulálio     | Germán Tivani         | Jon Agirre                | Jaume Guardeño               | AP Hotels & Resorts-Tavira-SC Farense |
| 4e étape           | Luis Ángel Maté    | Afonso Eulálio     | Germán Tivani         | Luis Ángel Maté           | Jaume Guardeño               | Euskaltel-Euskadi                     |
| 5e étape           | Hugo Scala Jr.     | Afonso Eulálio     | Germán Tivani         | Luis Ángel Maté           | Jaume Guardeño               | Euskaltel-Euskadi                     |
| 6e étape           | Artem Nych         | Afonso Eulálio     | Germán Tivani         | Luis Ángel Maté           | Jaume Guardeño               | Euskaltel-Euskadi                     |
| 7e étape           | Francisco Peñuela  | Afonso Eulálio     | Germán Tivani         | Luis Ángel Maté           | Jaume Guardeño               | Euskaltel-Euskadi                     |
| 8e étape           | Tomás Contte       | Afonso Eulálio     | Germán Tivani         | Luis Ángel Maté           | Jaume Guardeño               | Euskaltel-Euskadi                     |
| 9e étape           | Abner González     | Artem Nych         | Germán Tivani         | Luis Ángel Maté           | Jaume Guardeño               | Euskaltel-Euskadi                     |
| 10e étape          | Artem Nych         | Artem Nych         | Germán Tivani         | Luis Ángel Maté           | Jaume Guardeño               | Euskaltel-Euskadi                     |
| Classements finals | Classements finals | Artem Nych         | Germán Tivani         | Luis Ángel Maté           | Jaume Guardeño               | Euskaltel-Euskadi                     |

## Aspects extra-sportifs

### Partenaires
- Le diffuseur officiel est la chaine portugaise RTP.

- Le partenaire principal est l'enseigne portugaise Continente.

- Les partenaires officiels pour les maillots sont :
  - Galp pour le maillot du classement par points
  - Carclasse pour le maillot du meilleur grimpeur
  - PLACARD pour le maillot du meilleur jeune

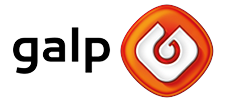